# Zaskrodzie
Zaskrodzie – wieś w Polsce położona w województwie podlaskim, w powiecie kolneńskim, w gminie Kolno. Przez miejscowość przepływa Skroda, dopływ Pisy.
| SIMC    | Nazwa       | Rodzaj    |
| ------- | ----------- | --------- |
| 0399960 | Podborkowie | część wsi |
| 0399976 | Uwrocie     | część wsi |

Wierni kościoła rzymskokatolickiego należą do parafii św. Wojciecha Biskupa i Męczennika w Porytem.

## Historia
Wieś szlachecka położona była w drugiej połowie XVI wieku w powiecie kolneńskim ziemi łomżyńskiej. W latach 1921–1939 obecna wieś składała się z trzech jednostek osadniczych i leżała w województwie białostockim, w powiecie kolneńskim (od 1932 w powiecie łomżyńskim), w gminie Stawiski. W obecnej miejscowości wchodziła wieś, folwark i osada młyńska.
Według Powszechnego Spisu Ludności z 1921 roku zamieszkiwało:
- wieś –  409 osoby w 65 budynkach mieszkalnych[9]
- folwark – 115 osób w 5 budynkach mieszkalnych
- osada młyńska – 6 osób, wszystkie były wyznania mojżeszowego i zadeklarowały żydowską przynależność narodową. Był tu 1 budynek mieszkalny. Osada młyńska znajdowała się na południowy wschód od wsi przy drodze na Poryte Włościańskie, nad rzeką Skrodą.

Miejscowości należały do parafii rzymskokatolickiej w m. Poryte. Podlegały pod Sąd Grodzki w Stawiskach i Okręgowy w Łomży; właściwy urząd pocztowy mieścił się w m. Stawiski.
W wyniku napaści ZSRR na Polskę we wrześniu 1939 wieś znalazła się pod okupacją sowiecką. W październiku 1939 roku weszła w skład Zachodniej Białorusi – a 2 listopada została włączona do Białoruskiej SRR. 4 grudnia 1939 włączona do nowo utworzonego obwodu białostockiego. Od czerwca 1941 roku pod okupacją niemiecką. Od 22 lipca 1941 do wyzwolenia w styczniu 1945 włączona w skład Landkreis Lomscha, Bezirk Bialystok III Rzeszy.
W latach 1975–1998 miejscowość należała administracyjnie do województwa łomżyńskiego.